# Siesta Acres (Texas)
Siesta Acres es un lugar designado por el censo ubicado en el condado de Maverick en el estado estadounidense de Texas. En el Censo de 2010 tenía una población de 1885 habitantes y una densidad poblacional de 1.775,13 personas por km².

## Geografía
Siesta Acres se encuentra ubicado en las coordenadas 28°45′23″N 100°29′30″O / 28.75639, -100.49167. Según la Oficina del Censo de los Estados Unidos, Siesta Acres tiene una superficie total de 1.06 km², de la cual 1.06 km² corresponden a tierra firme y (0.24%) 0 km² es agua.

## Demografía
Según el censo de 2010, había 1885 personas residiendo en Siesta Acres. La densidad de población era de 1.775,13 hab./km². De los 1885 habitantes, Siesta Acres estaba compuesto por el 95.49% blancos, el 0% eran afroamericanos, el 0.16% eran amerindios, el 0.05% eran asiáticos, el 0% eran isleños del Pacífico, el 3.55% eran de otras razas y el 0.74% pertenecían a dos o más razas. Del total de la población el 99.26% eran hispanos o latinos de cualquier raza.